# Relational frame theory
La Relational Frame Theory ( RFT ) è una teoria psicologica del linguaggio e della cognizione umana. È stata originariamente sviluppata da Steven C. Hayes dell'Università del Nevada, Reno e successivamente approfondita in particolare da Dermot Barnes-Holmes e dai colleghi dell'Università di Ghent.
La Relational Frame Theory sostiene che l'elemento base del linguaggio umano e delle funzioni cognitive superiori sia la relazione, ovvero la capacità umana di creare relazioni bidirezionali tra due oggetti. Può essere contrapposto all'apprendimento associativo, che tratta di come gli animali formino legami tra stimoli diversi. La Relational Frame Theory sostiene che il linguaggio umano in genere specifichi non solo la forza di un legame tra due stimoli, ma anche il tipo di relazione e la dimensione lungo la quale questi due stimoli possono essere correlati. Ad esempio, una pallina da tennis non è semplicemente associata a un'arancia, possiamo dire infatti che ha la stessa forma, ma ha un colore diverso e non è commestibile. Nella frase precedente, 'uguale', 'diverso' e 'non' sono segnali di contesto che specificano il tipo di relazione tra gli stimoli, e 'forma', 'colore' e 'commestibile' specificano la dimensione lungo la quale possiamo mettere gli oggetti in relazione. La Relational Frame Theory sostiene che, mentre esiste un numero arbitrario di tipi di relazioni e di dimensioni lungo le quali gli stimoli possono essere correlati, la relazione è l'unità centrale e l'elemento costitutivo essenziale sia del linguaggio che della cognizione. Inserendosi così all'interno della più ampia teoria della comunicazione già presente nella scuola di Palo Alto
Diverse centinaia di studi hanno valutato diversi aspetti e implicazioni verificabili della teoria come l'emergere di frame specifici nell'infanzia, come i frame individuali possano essere combinati per creare fenomeni verbalmente complessi come metafore e analogie, e come la rigidità o l'automaticità di alcuni collegamenti all'interno di determinati domini sia correlata alla psicopatologia. L'RFT afferma esplicitamente che il suo obiettivo è fornire una generale teoria psicologica che possa fornire una base concettuale per più domini e livelli di analisi.
La Relational Frame Theory si concentra su come gli esseri umani apprendono il linguaggio attraverso le interazioni con l'ambiente. L'RFT si basa su un approccio filosofico denominato contestualismo funzionale .

## Panoramica

### Introduzione
La Relational Frame Theory (RFT) è una teoria comportamentale del linguaggio e della cognizione umana. Si basa sul contestualismo funzionale ed ha lo scopo di prevedere e influenzare il comportamento anche verbale con precisione, ampiezza e profondità. Il contestualismo funzionale considera gli eventi mentali (pensieri, emozioni etc.) come “azioni in corso” dell’intero organismo in interazione con l'ambiente. Il framing relazionale è una risposta basata sulle relazioni arbitrarie costruite tra i diversi stimoli e la definizione di arbitrarie funzioni agli stimoli. La risposta relazionale è soggetta ad alcune regole che sono: reciproca implicazione, reciproca implicazione combinatoria e trasformazione delle funzioni dello stimolo. Le relazioni e le funzioni dello stimolo sono controllate da variabili presenti nel contesto.

### Stimoli contestuali e funzioni dello stimolo
Nel linguaggio umano una parola, una frase o un simbolo può avere un significato diverso (cioè una funzione differente), a seconda del contesto. Usando i termini dell'RFT si dice che, nel linguaggio umano, uno stimolo può avere diverse funzioni a seconda dei segnali presenti nel contesto.
Prendiamo ad esempio queste due frasi:
1. La musica trap è spazzatura
2. Devo andare a buttare la spazzatura, poi esco

In questo caso lo stimolo "spazzatura" ha due diverse funzioni. Ha una funzione figurativa in presenza di alcuni stimoli contestuali come ad esempio "la musica trap è...". In questo caso il significato è metaforico e non letterale. Il termine "spazzatura" assume invece un significato più letterale in presenza di altri stimoli contestuali ("devo andare a buttare la...."). Le funzioni degli stimoli sono chiamate funzioni stimolo, C func in breve.
Quando le funzioni stimolo si riferiscono alle proprietà fisiche dello stimolo, come quantità, colore, forma, ecc., sono chiamate funzioni stimolo non arbitrarie.  Quando una funzione stimolo si riferisce a proprietà non fisiche dello stimolo, come il valore, vengono chiamate funzioni stimolo arbitrarie. Ad esempio, il valore della banconota da 5 euro è una funzione stimolo arbitraria, cioè convenzionalmente noi associamo a quell'oggetto un valore economico. Il colore verde di quella banconota è invece una funzione stimolo non arbitraria.

### Risposta relazionale arbitrariamente applicabile
La risposta relazionale applicabile arbitrariamente è una forma di risposta relazionale.

#### Risposta relazionale
La risposta relazionale è una risposta a uno stimolo in relazione ad altri stimoli disponibili. Ad esempio, un leone che sceglie il pezzo di carne più grande. Il cervo che sceglie il maschio più forte del branco. Al contrario, se un animale scegliesse sempre lo stesso luogo dover bere, non sarebbe una risposta relazionale (non è correlata ad altri stimoli nel senso di migliore/peggiore/più grande/più piccolo, ecc.). Questi esempi di risposta relazionale si basano sulle proprietà fisiche degli stimoli. Quando la risposta relazionale si basa sulle proprietà fisiche degli stimoli, come forma, dimensione, quantità, ecc., si parla di risposta relazionale non arbitraria (NARR).

#### Risposta relazionale arbitrariamente applicabile
La risposta relazionale arbitrariamente applicabile si riferisce alla risposta basata su relazioni che vengono applicate arbitrariamente tra gli stimoli. Vale a dire che le relazioni applicate tra gli stimoli non sono supportate dalle proprietà fisiche degli stimoli stessi, ma si basano ad esempio su convenzioni sociali Ad esempio, il suono "mucca" si riferisce all'animale in italiano. Ma in un'altra lingua lo stesso animale è collegato ad un suono completamente diverso. Ad esempio, in inglese mucca si dice "cow" (pronunciato come kou). La parola "mucca" o "cow" non hanno nulla a che fare con le proprietà fisiche dell'animale stesso. È per convenzione sociale che l'animale è chiamato così. Tradotto in termini di RFT, si dice che la relazione tra la parola "mucca" e l'animale reale è applicata arbitrariamente. Possiamo anche cambiare queste relazioni arbitrarie: basta considerare la storia di qualsiasi lingua, dove i significati di parole, simboli e frasi complete possono cambiare nel tempo e nello spazio.
La risposta relazionale applicabile arbitrariamente è la risposta basata su relazioni applicate arbitrariamente.

### Reciproca implicazione
La reciproca implicazione fa riferimento alla possibilità di derivare una diversa relazione tra due stimoli basandosi sulla relazione tra quegli stessi due stimoli: data la relazione A con B, la relazione B con A può essere derivata.
Ad esempio, Joyce è in piedi di fronte a Peter. La relazione allenata è che lo stimolo A sia davanti allo stimolo B. Da questo si può dedurre che Peter sia dietro Joyce. La relazione derivata è che lo stimolo B è dietro lo stimolo A.
Un altro esempio: Jared è più vecchio di Jacob. Si potrebbe dedurre quindi che Jacob è più giovane di Jared. Relazione allenata: lo stimolo A è più vecchio dello stimolo B. Relazione derivata: lo stimolo B è più giovane dello stimolo A.

### Reciproca implicazione combinatoria
La reciproca implicazione combinatoria si riferisce al derivare relazioni tra due stimoli, date le relazioni di quei due stimoli con un terzo stimolo: data la relazione, A con B e B con C, si possono derivare le relazioni A con C e C con A.
Per continuare con gli esempi precedenti:
Joyce è in piedi di fronte a Peter e Peter è in piedi di fronte a Lucy. Le relazioni addestrate in questo esempio sono: stimolo A davanti a B e stimolo B davanti a C. Con questo si può dedurre che Joyce è in piedi di fronte a Lucy e Lucy è in piedi dietro a Joyce. Le relazioni derivate sono che A è davanti a C e C è dietro ad A.
John è più vecchio di Jared e Jared è più vecchio di Jacob. Lo stimolo A è più vecchio dello stimolo B e lo stimolo B è più vecchio dello stimolo C. Si può dedurre che Jacob è più giovane di Jared e Jared è più giovane di John. La relazione derivata definisce quindi che lo stimolo A è più vecchio dello stimolo C e lo stimolo C è più giovane dello stimolo A.
Si noti che le relazioni tra A e C non sono mai state definite ma possono essere derivati dalle altre relazioni.

### Trasferimento e trasformazione della funzione dello stimolo
Uno stimolo può avere funzioni diverse a seconda di segnali contestuali. Tuttavia, la funzione dello stimolo può cambiare sulla base di relazioni arbitrarie con quello stimolo.
Prendiamo ad esempio questo frame relazionale: A è maggiore di B e B maggiore di C.
Per ora le funzioni di stimolo di queste lettere sono piuttosto neutre. Ma non appena etichettiamo C come "molto prezioso" o "importante da possedere", allora A diventerebbe più attraente di C, in base alle relazioni prima definite. Prima di affermare qualcosa sul valore di C, A aveva una funzione di stimolo piuttosto neutra. Dopo aver dato a C una funzione di stimolo appetitivo, A diventa attraente. La funzione di stimolo appetitivo è stata trasferita da C ad A attraverso le relazioni tra A, B e C. A ha avuto una trasformazione della funzione stimolo da neutra ad appetitiva.
Lo stesso può essere fatto con la funzione di stimolo aversivo. Se etichetto C come "pericoloso" anziché "prezioso", allora A diventa meno desiderabile di C in base alle relazioni.

## Sviluppo
L'RFT si presenta come una interpretazione comportamentista del linguaggio e della cognizione e si ispira al lavoro di Skinner. Nel suo libro del 1957 Verbal Behavior, BF Skinner ha presentato una teoria di apprendimento del linguaggio basato sull'apprendimento per rinforzo. Nonostante l'impostazione skinneriana sia stata superata, l'interpretazione comportamentale del linguaggio di Skinner è stata utile in alcuni aspetti di training linguistico nei bambini con disabilità dello sviluppo. Non ha però portato a un solido programma di ricerca nelle diverse aree rilevanti per il linguaggio e la cognizione, come il problem solving, il ragionamento, l'uso di metafora, la logica etc. I sostenitori della RFT puntano a colmare il gap affermando di voler istituire un programma di ricerca comportamentale sperimentale in tutte queste aree, e la ricerca RFT è infatti emersa in un gran numero di queste aree, inclusa la grammatica.
In una review del libro di Skinner, il linguista Noam Chomsky criticò l'ipotesi skinneriana di un apprendimento tramite rinforzo sostenendo che la genesi del linguaggio e la sua complessità non sarebbero spiegabili attraverso meccanismi di apprendimento skinneriano. Il linguaggio infatti non si apprende ma si acquisisce. Nella sua trattazione Chomsky ipotizzava la presenza di un dispositivo di acquisizione del linguaggio innato che favorisse l'acquisizione della lingua madre in bambini molto piccoli. Molti hanno visto nella pubblicazione di questa review il punto di svolta tra cognitivismo e comportamentismo, determinando il successivo sviluppo del primo come mainstream della psicologia occidentale.
Nonostante le critiche rivolte negli anni l'applicazione dell'analisi del comportamento al linguaggio e alla cognizione è tuttora attiva come area di ricerca. La sua applicazione è stata estesa ad aree come la formazione linguistica e cognitiva. L'analisi del comportamento è stata da lungo tempo estesa anche all'addestramento degli animali, agli ambienti aziendali e scolastici, nonché agli ospedali.
L'RFT si distingue dal lavoro di Skinner identificando e definendo un particolare tipo di condizionamento operante noto come risposta relazionale derivata arbitrariamente applicabile (AADRR). In sostanza, la teoria sostiene che il linguaggio non è associativo ma è appreso e relazionale. Ad esempio, i bambini piccoli imparano le relazioni tra nomi e oggetti, in seguito apprendono i rapporti di differenza, opposizione, etc, e così definiscono le relazioni tra gli oggetti. Si parla quindi di "frame relazionali" in quanto, una volta acquisita una relazione (di differenza, opposizione etc), qualsiasi evento può essere messo in relazione ad altri combinando le diverse relazioni. Si tratta di un processo di apprendimento che ad oggi sembra avvenire solo negli esseri umani in possesso di una capacità di linguaggio: fino ad oggi il framing relazionale non è stato ancora osservato in modo preciso negli animali non umani nonostante i numerosi tentativi sperimentali. Secondo l'RFT quindi l'AADRR ha un'influenza pervasiva su quasi tutti gli aspetti del comportamento umano e si propone come tentativo di fornire un framework teorico comune per comprendere il comportamento umano complesso, preservando l'approccio naturalistico dell'analisi del comportamento.

## Evidenze dell'RFT
I sostenitori della RFT spesso indicano che l'impossibilità di definire un robusto programma sperimentale sul linguaggio e sulla cognizione sia la ragione principale per cui l'analisi del comportamento è uscita dal mainstream della psicologia occidentale. Sostengono inoltre che la RFT potrebbe fornire una via da seguire per riportare l'analisi del comportamento in auge. Tuttavia, la teoria è ancora alquanto controversa anche all'interno della stessa psicologia comportamentale. Al momento attuale gli studi RFT sono pubblicati nelle principali riviste comportamentali e pochi studi empirici hanno confutato i suoi risultati. Nonostante questo l'RFT è ancora considerata una teoria minore dalla branca della psicologia che si occupa del linguaggio, la psicolinguistica.

## Applicazioni

### Acceptance and commitment therapy
L'RFT è considerata il framework concettuale dell'Acceptance and Commitment Therapy e, più in generale, dell'analisi del comportamento clinico. Lo psicologo Steven C Hayes è infatti sia il creatore dell'ACT che della RFT, e le ha definite come ispirate l'una all'altra. Tuttavia, l'estensione e la natura esatta dell'interazione tra RFT come scienza comportamentale di base e le sue applicazioni terapeutiche come l'ACT è un elemento di discussione tuttora in corso all'interno di quell'area di ricerca.

### Costrutti di genere
Il teorico queer e terapeuta ACT Alex Stitt ha ipotizzato che i frame relazionali all'interno dello sviluppo del linguaggio di una persona influenzino le associazioni cognitive relative all'identità di genere, al ruolo di genere e all'espressione di genere. Quanto più una persona presenta schemi relazionali rigidi, ha proposto Stitt, tanto più questi influenzerebbero l'adattabilità del suo concetto di genere e l'apertura/chiusura verso la diversità di genere. I bambini, ad esempio, possono aderire alla struttura "i maschi sono maschi e i maschi hanno i capelli corti" portando alla falsa deduzione che chiunque abbia i capelli corti sia maschio. Allo stesso modo, i bambini possono aderire a frame di opposizione, portando a false nozioni come "l'opposto di un limone è un lime", "l'opposto di un gatto è un cane" o "l'opposto di un uomo è una donna".

### Disturbo dello spettro autistico
L'RFT fornisce una guida concettuale e procedurale per migliorare la capacità di sviluppo cognitivo e del linguaggio in programmi di intervento comportamentale intensivo precoce (EIBI) per bambini con disturbo dello spettro autistico. Ad esempio, il programma Promoting the Emergence of Advanced Knowledge (PEAK) è fortemente influenzato dalla RFT.

### Didattica e apprendimento
L'RFT è stata applicata integrata nello sviluppo di procedure di intervento didattico comportamentista orientate a favorire, tra l'altro, l'apprendimento della lettura, di abilità matematiche e logiche. Ne è inoltre stata proposta un'applicazione alla didattica del greco antico, modellata su interventi precedentemente sviluppati ed estesi a questa lingua per favorire l'acquisizione del nome e la comprensione di forme di discorso metaforico ed enigmatico al primo anno del primo biennio del liceo classico.

### Evoluzionismo
Più recentemente, l'RFT è stata proposta anche come un modo per orientare la discussione sul linguaggio all'interno dell'evoluzionismo, sia all'interno della biologia evolutiva che della psicologia evolutiva. Suggerendosi come guida per una comprensione più approfondita del ruolo del linguaggio nel plasmare il comportamento sociale umano. Lo sforzo per integrare la RFT nella scienza dell'evoluzione è stato portato avanti, tra gli altri, da Steven C. Hayes, e da David Sloan Wilson, un biologo evoluzionista alla Binghamton University . Ad esempio, nel 2011, Hayes ha presentato a un seminario a Binghamton, sul tema "Comportamento simbolico, psicologia comportamentale e l'importanza clinica della scienza dell'evoluzione", mentre Wilson ha presentato un simposio alla conferenza annuale di Parma, Italia, dell'Associazione per la scienza del comportamento contestuale, sul tema "Evoluzione per tutti, inclusa la psicologia contestuale". Hayes, Wilson e colleghi hanno recentemente collegato la RFT al concetto di simbolotipo descrivendo un possibile sviluppo evoluzionistico del framing relazionale.